# هیرویوکی واتانابه
هیرویوکی واتانابه (انگلیسی: Hiroyuki Watanabe; ۹ دسامبر ۱۹۵۵ – ۳ مهٔ ۲۰۲۲) بازیگر اهل ژاپن بود. وی بین سال‌های ۱۹۸۰ تا ۲۰۲۲ میلادی فعالیت می‌کرد.
از فیلم‌ها یا برنامه‌های تلویزیونی که وی در آن نقش داشته‌است می‌توان به اورلی اشاره کرد.